# Католицька церква в Іспанії
Като́лицька це́рква в Іспа́нії — найбільша християнська конфесія Іспанії. Складова всесвітньої Католицької церкви, яку очолює на Землі римський папа. Керується конференцією єпископів. Станом на 2004 рік у країні нараховувалося близько 37 165 000 католиків (87,79% від усього населення). Існувало 70 діоцезій, які об'єднували 22 680 церковних парафій.  Кількість  священиків — 25 281 (з них представники секулярного духовенства — 16 920, члени чернечих організацій — 7944), постійних дияконів — 176, монахів — 13 364, монахинь — 52 243. Окремо працює Військовий ординаріат в Іспанії. Керується конференцією єпископів Іспанії. За чинним іспанським законодавством Католицька Церква відокремлена від держави, проте має особливі преференції через провідну соціально-культурну роль в житті країни. Відносини Святого Престолу з іспанською владою регулюють домовленості 1976 і 1979 років.

## Історія

### Римська і Вестготська доба
Християнство в Іспанії відоме від часу постання Церкви. Джерела згадують про відвідини іспанських християнських спільнот апостолом Павлом. Також існує переказ про прибуття до країни апостола Якова. Найбільш ранній документ, написаний до християнських церков у Іспанії — це послання Кипріана Карфагенського від 254 року.
Гоніння на християн у Римській імперії зачепили католицькі общини Іспанії. Церква отримала багато мучеників і святих, починаючи з Вікентія Сарагосського.
Перший помісний собор Церкви в Іспанії відбувся близько 313 року в Ельвірі. Іспанський єпископ Гозій Кордовський брав участь у Нікейському і Сардікійському соборах.
Після падіння Риму і постання на теренах Іспанії Вестготського королівства (418) на півострові поширилося аріанство. 587 року готський король Реккаред I навернувся до католицизму, поклавши кінець релігійному розколу в країні. За готського панування в іспанських церквах склався особливий, відмінний від римського, вестготський обряд, який згодом отримав назву мосарабського. До 702 року на теренах Іспанії пройшло 18 помісних Толедських соборів. У країні діяли видатні християнські мислителі Ісидор і Леандр Севільські, Ільдефонс і Юліан Толедські тощо.

### Середньовіччя

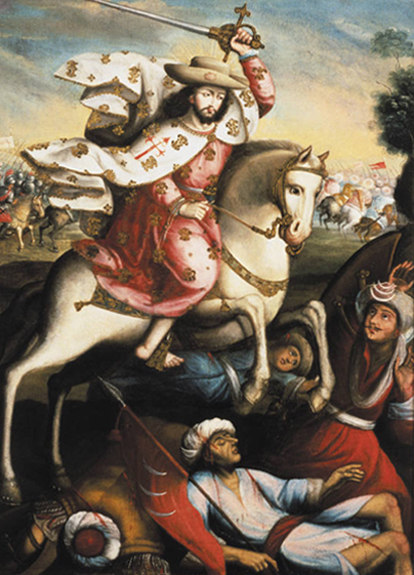
Яків-Мавробійця, символ Реконкісти й патрон лицарського Ордену святого Якова

Розвиток християнства в Іспанії перервало на початку VIII століття арабське завоювання Піренейського півострова. Християни, що лишилися під мусульманським пануванням, арабізувалися й отримали назву мосарабів. Ісламські завойовники зберегли церковну організацію і дозволили свободу віросповідання в обмін на лояльність і податки, але часто вдавалися до репресій. Частина християн були замордовані мусульманами, подібно до Кордовських мучеників. Перебування іспанської церкви під ісламським гнітом призводив до викревлення віри, зокрема появи єресей на зразок адопціонізму.
Частина християн не визнали мусульманського панування. Центром їхнього опору стало Астурійське королівство на півночі Іспанії, на базі якого згодом постала Іспанська монархія. Астурійці і хрестоносці започаткували Реконкісту — рух за визволення батьківщини і вигнання загарбників. В союзі зі Святим Престолом та християнськими державами Європи, вони закінчили її 1492 року, повністю відвоювавши Піренейський півострів. Силами бенедиктинських і цистеріанських монастирів була здійснена повна християнізація Іспанії, відновлене господарство усього регіону та примножено культурні надбання.
На часи Реконкісти припадає розквіт єпископського міста Сантьяго-де-Компостела, в соборі якого за переказами було поховано апостола Якова, та формування паломницького шляху святого Якова. Після втрати Єрусалиму, це місто стало одним з найбільших центрів паломництва вірян з усієї католицької Європи.

### Новий час
Після завершення Реконкісти іспанські монархи отримали від папи Олександра VI титул католицьких королів. Вони провели депортації нелояльного юдейського і мусульманського населення з Іспанії, встановили інквізицію для боротьби з єресями і дурновірством, активно розбудовували церковну організацію в країні. Монархи запобігли поширенню Реформації в Іспанії, спинили Османську агресію в Середземномор'ї, а також виступали захисником усіх католицьких політичних союзів в Європі XVI—XVII століть.
Внаслідок відкриття Америки і виникнення транс-континентальної Іспанської імперії, населення нових земель було навернуто до християнства. Особливу роль у євангелізації грали Ордени францисканців, домініканців, а також єзуїти.

## Устрій
- Конференція єпископів Іспанії